# Monte Gerizim

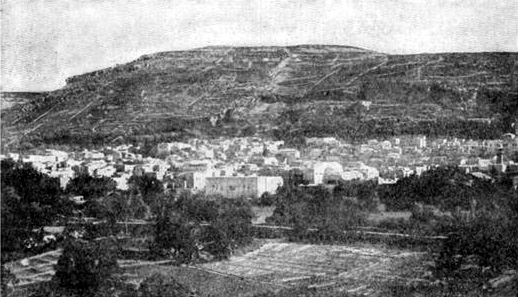
O Gerezim, fotografado a partir de Nablus, c. 1900

O monte Gerizim é uma das mais altas montanhas da Cisjordânia, elevando-se a 881 metros acima do nível do mar. Situa-se na parte norte da Cisjordânia, ao sul do monte Ebal, do qual é separado por um vale estreito. Na saída ocidental deste vale, está a cidade bíblica de Siquém, atualmente Nablus. O monte Ebal chama-se atualmente Jebel et-Tor e é uma montanha parcialmente estéril.
Duas aldeias estão situadas no cume do monte, Kiryat Luza (samaritana) e Har Bracha (judaica).
Os montes Gerizim e Ebal não possuíam qualquer tipo de vegetação.  O governo britânico, em 1920, reflorestou o norte do monte Gerizim.

## Na Bíblia
Moisés mandou que após os israelitas atravessarem o rio Jordão, deveriam ir aos montes  Ebal e Gerizim e que as tribos de Simeão, Levi, Judá, Issacar, José e Benjamim permanecessem nas encostas do Monte Gerizim, pronunciando as bênçãos para aqueles que guardassem a lei de Deus (Deuteronômio 11:29; Deuteronômio 27:12-13. Depois que os israelitas invadiram Canaã, cumpriram esta ordem de Moisés (Josué 8:33-35).
O monte Gerizim era considerado sagrado pelos samaritanos. Quando os judeus regressaram do exílio, os samaritanos construíram ali um templo.
Segundo o historiador Flávio Josefo este templo foi construído no tempo de Alexandre, o Grande. Terá sido erigido por Sambalate para o seu genro Manassés, que fora expulso do sacerdócio pelo seu irmão Jadua, sumo-sacerdote em Jerusalém. Possivelmente a afirmação de Josefo pode estar errada em relação ao tempo, dizendo que os dois homens mencionados e que viveram nos dias de Neemias (Neemias 4:7, Neemias 12:22)  foram contemporâneos de Alexandre, o Grande sendo que este viveu cem anos depois, ou se presume que exista uma coincidência de nomes e ocupações.
João Hircano I ou Simeão, o Justo destruiu este templo no ano de 128 a.C., mas os samaritanos continuaram a utilizar este monte como local de sacrifício e adoração e ainda o usam até hoje em dia. Este culto foi mencionado pela mulher samaritana na conversa com Jesus junto ao poço de Jacó (João 4:21-21).

## Arqueologia
Escavações realizadas no local do tradicional templo samaritano, pela equipe do arqueólogo M. A. Schneider, só encontraram os alicerces de uma igreja local cristã, construída pelo imperador Zenão, em 485 e uma fortificação à sua volta, construída no século VI por Justiniano I (veja Revoltas Samaritanas)..
Uma outra expedição americana, conduzidas por R. J. Bull, entre 1964 e 1968, descobriu também uma grande plataforma de pedras não talhadas, construída no período helenístico, em Tell er-Râs, mais ao norte. Esta estrutura foi considerada como a fundação do templo samaritano.  Por cima desta plataforma encontrou-se o que restou de um templo romano dedicado a Zeus Hipsisto, construído pelo imperador Adriano, no século II.  Um conjunto de portas de bronze que se diz ter pertencido ao templo de Jerusalém foi utilizado nesta estrutura romana, de acordo com fontes antigas. Uma escada com mais de 1500 degraus de mármore ia desde o vale até ao templo. O templo, assim como as escadas, aparece em moedas desse tempo.